# 造物主の選択
『造物主の選択』（ライフメーカーのせんたく、原題 The Immortality Option）は、ジェイムズ・P・ホーガンによるSF小説。1995年発表。『造物主の掟』（ライフメーカーのおきて、原題 Code of the Lifemaker）の続編。

## あらすじ
前作『造物主の掟』では、総合宇宙計画公社(GSEC)がタロイド達の支配者層を植民地支配の傀儡にしようと目論んだが、自称心霊術師カール・ザンベルドルフ一行とタロイド達の協力によって阻止された。その過程でなかば偶然のなりゆきで隣人愛と不殺を説く新たな宗教が生まれてしまい、封建的専制君主制であった旧支配者層の王族と僧侶達はその身を追放されてしまう。
第1部：理性を重視する心霊術師
人類の調査隊と協力者のタロイド達は、過去に電波通信を担っていたと推測される建造物を調査していたが、調査隊の1人が落下し行方不明になる。
一方心霊術師ザンベルドルフは、使節団の他のメンバーに向けて自らの能力の公開実験を行う。それは無作為に選ばれた5つ数字を地球への帰還の途にある心理学者マシューに超光速テレパシーで伝えるというものだった。地球へ帰還中の宇宙船内でマシューが数字を答えている映像が届くのは、52分かかるはずである。言い換えればマシューが52分のすぐ後に数字を答えた映像を送信してきたのならば、数字が選ばれた直後に知りえたことになる。マシューから届いた映像では、5つの数字の内4つの数字が当たっていた。使節団の科学者達は誰も答えられなかった。
研究者のサーグは、同じく研究者であった古い友人ブロンギッドのいる村を訪ねルミアン(地球人)の世界について話を交わす。その村へ旧支配者層の息がかかった《復讐者》(アヴェンジャーズ)と名乗る一団が訪れ、ライフメーカーへの信仰こそが絶対であると言い、新国王はルミアンの妖術に誑かされていると喧伝する。彼らに対し反論した村長のタロイドを銃で殺害する。そしてルミアンの死体を見せつけ、ルミアンもまた不死などではなく、これがライフメーカーの怒りの結果なのだと語った。そしてサーグとブロンギッドの2人は彼らに捕らえられてしまう。

## 用語
タイタン
氷と岩の大地を持ち雲に覆われた土星の衛星。制御を失った自己複製工業技術による採掘と建造の産物が広大な領域に渡って広がり、機械達の生態系を構築している。機械部品の製造や動物やタロイドを組み立てる工場の森や、製造された機械部品を他の工場に届けるベルトコンベアの河、リサイクルできない残骸や廃棄物を溶かす還元炉などがある。
機械人《ロビーイング》/タロイド
タイタンで進化を遂げた直立二足歩行で自意識を持つロボット。金属製の服を着て、機械の動物達を飼いならし、擬似植物で育てた家に住み、自らを創り出したという造物主《ライフメーカー》を崇拝している。地球の中世西欧のような封建社会性の文明を持つ。自らのことは機械人《ロビーイング》と呼称している。タロイドは地球人がギリシャ神話の青銅の人造人間タロスにちなんで名付けた。
光輝人《ルミアン》
地球人に対するタロイドからの呼称。
ボリジャン
他者を出し抜く地略を是とするマキャベリズム的な気性を持つ鳥類型異星人。無人工場宇宙船を作り上げ、他の恒星系へ送り出すことで豊富な資源と財産の恩恵を得ていた。高度な宇宙開発技術を持っていたが、その疑り深さ故に他の恒星系への宇宙植民は実施されていなかった。

## 書誌情報
The Immortality Option 原語版
- The Immortality Option ハードカバー版 1995年2月 Del Rey社 カバー:
ジョン・バーキー[2] ISBN 0345379152[3]
- The Immortality Option ペーパーバック版 1995年12月 Del Rey社 ISBN 0345397878 [3]
- The Immortality Option ペーパーバック版 2003年10月 Baen社 ISBN 0743471636[3]
- The Immortality Option 電子書籍版 2006年10月 Baen社 ISBN 0345397878 [3]
- The Immortality Option トレードペーパーバック版 2010年10月 Phoenix Pick社 ISBN 9781604504576 [3]

### 日本語訳
造物主（ライフメーカー）シリーズ 東京創元社 創元SF文庫 翻訳:小隅黎 カバー:加藤直之
- 造物主の掟 1985年9月13日 ISBN 4-488-66307-9
- 造物主の選択 1999年1月29日 ISBN 4-488-66320-6